# Martin Weinert
Martin Weinert (* 31. August 1961 in Neunkirchen) ist ein deutscher Jazzmusiker (Kontrabass, E-Bass, auch Komposition), der auch unter den Pseudonymen Jon Hansson und Shetty List aufnahm.

## Leben und Wirken
Weinert, der seine musikalische Karriere 1976 begann, wurde in den Gruppen seiner Frau, der Gitarristin Susan Weinert, bekannt. 1982 spielten sie ihr erstes gemeinsames Konzert, noch bevor sie sich auf Jazzworkshops weiterbildeten. Fast 40 Jahre spielten sie in unterschiedlichen Formationen Fusionjazz, später auch akustischen Jazz. Erstmals komponierte er für das Duoalbum Fjord, das er 2015 mit seiner Frau 2015 veröffentlichte. 2019 trat er im Trio mit seiner Frau und Leszek Możdżer auf.
Nach dem Tod von Susan Weinert im Jahr 2020 gründete Weinert mit Héloïse Lefebvre, Sebastian Voltz und Daniel Weber das Quartett Martin Weinert Rainbow Experience, das 2023 sein Album Nachtwind vorlegte und bei Clubkonzerten und auf Festivals präsentierte. In gleicher Besetzung erschien 2024 Novembermond.

## Diskographische Hinweise
- Susan Weinert & Martin Weinert: Synergy (Skip Records 2002)
- Susan Weinert, Martin Weinert: Fjord (Tough Tone Records 2015)
- Héloïse Lefebvre, Sebastian Voltz, Daniel Weber, Martin Weinert: Nachtwind (Tough Tone Records 2023)